# Jean-François Millet
Jean-François Millet (francosko: [milɛ]); * 4. oktober 1814, † 20. januar 1875. 
Francoski slikar in eden izmed ustanoviteljev Barbizonske šole v podeželski Franciji. Millet je znan po svojih kmečkih prizorih; lahko ga uvrstimo v del umetnostnega gibanja realizem.

## Življenje in delo

### Mladost
Millet je bil prvi otrok Jean-Louis-Nicolasa in Aimée-Henriette-Adélaïde Henry Millet, članov kmečke skupnosti v vasi Gruchy, v občini Gréville-Hague (Normandija), blizu obale. Pod vodstvom dveh vaških duhovnikov - eden od njih je bil vikar Jean Lebrisseux - je Millet pridobil znanje latinskih in sodobnih avtorjev. Toda kmalu je moral pomagati očetu pri kmečkih opravilih , ker je bil Millet najstarejši od sinov. Tako so mu bila poznana vsa kmečka dela: košnja, sejanje, vezanje snopov, mlatev, vejanje, raztros gnoja, oranje, itd. Vsi ti motivi bi se vrnili v njegovi poznejši umetnosti. To se je ustavilo, ko je bil star 18 let in ga je oče leta 1833 poslal v Cherbourg, da bi se učil pri slikarju  portretistu Paulu Dumouchelu. Do leta 1835 se je redno učil pri Lucien-Théophile Langloisu, učencu Barona Grosa v Cherbourgu. Štipendija, ki so jo zagotovili Langlois in drugi, je Milletu omogočila, da se je leta 1837 preselil v Pariz, kjer je pri Paulu Delarocheju študiral na École des Beaux-Arts. Leta 1839 so mu ukinili štipendijo in zavrnili prvo razstavo na Salonu.

### Pariz
Potem ko je bila na Salonu 1840 sprejeta njegova prva slika, portret, se je Millet vrnil v Cherbourg, da bi začel kariero portretnega slikarja. Vendar se je naslednje leto poročil s Pauline-Virginie Ono in se preselila v Pariz. Po zavrnitvah na Salonu leta 1843 in Paulinini smrti zaradi tuberkuloze se je Millet spet vrnil v Cherbourg. Leta 1845 se je preselil v Le Havre s Catherine Lemaire, s katero se je leta 1853 poročil na civilni slovesnosti; imela sta devet otrok in ostala skupaj do konca Milletovega življenja. V Le Havru je več mesecev slikal portrete in majhne žanrske slike, preden se je vrnil v Pariz.
Sredi 1840-ih je v Parizu Millet prijateljeval s Constantom Troyonom, Narcissom Diazom, Charlesom Jacqueom in Théodorejem Rousseaujem, umetniki, ki so se tako kot Millet povezali z Barbizonsko šolo; Honoré Daumier, čigar figuralne risbe so vplivale na Milletovo nadaljnje upodabljanje kmečkih tem in Alfred Sensier, vladni birokrat, ki je postal njegov vseživljenjski podpornik in sčasoma umetnikov biograf. Leta 1847 je prišel prvi uspeh na Salonu z razstavo slike Ojdipovo snemanje z drevesa, leta 1848 pa je vlada kupila njegovo sliko Vejavec.
Ujetništvo Judov v Babilonu, Milletovo najambicioznejše delo v tistem času, je bilo predstavljeno na Salonu leta 1848, a so se tako umetnostni kritiki kot javnost zgražali. Slika je na koncu kmalu zatem izginila, zato so zgodovinarji prepričali, da jo je Millet uničil. Leta 1984 so znanstveniki v muzeju likovnih umetnosti v Bostonu rentgenizirali Milletovo sliko Mlada pastirica (1870) in iskali manjše spremembe ter odkrili, da je bila naslikana nad Ujetništvom. Zdaj verjamejo, da je Millet platno ponovno uporabil, ko je med francosko-prusko vojno primanjkovanje materialov.

### Barbizon
Leta 1849 je Millet naslikal Žetev, naročilo države. Na Salonu tistega leta je razstavil Pastirico, ki sedi na robu gozda, zelo majhno oljno sliko, ki je pomenila odvrnitev od prejšnjih idealiziranih pastoralnih tem, v korist bolj realističnega in osebnega pristopa. [9] Junija istega leta se je s Katarino in njunimi otroki naselil v Barbizonu.
Leta 1850 je Millet sklenil dogovor s Sensierjem, ki je umetniku zagotovil material in denar v zameno za risbe in slike, Millet pa je hkrati lahko nadaljeval prodajo del tudi drugim kupcem. [10] Na Salonu tistega leta je razstavil sliki Kosci in Sejalec, svojo prvo veliko mojstrovino in najstarejšo ikonično trojico slik, ki je vključevala še sliki Paberkovalke in Angel Gospodov.
Od leta 1850 do 1853 je Millet delal na Počitek ob žetvi (Ruth in Boaz) , sliki, ki se mu bo zdela najpomembnejša in na kateri je delal najdlje. Zamišljena tako, da bi nasprotovala njegovima junakoma Michelangelu in Poussinu, prav slika pa je zaznamovala njegov prehod iz upodabljanja simboličnih posnetkov kmečkega življenja v sodobne družbene razmere. To je bila edina slika, ki jo je kdaj datiral in je bilo prvo delo, ki mu je prineslo uradno priznanje, drugorazredno medaljo na Salonu 1853.

### Paberkovalke
Paberkovalke (1857) je ena najbolj znanih Milletovih slik. Medtem ko se je sprehajal po poljih Barbizona, se je tema vračala v svinčnik in čopič sedem let - paberkovanje - večstoletna pravica revnih žensk in otrok, da so pobirali ostanke žita, ki so ostali na njivah po spravilu. Tema se mu je zdela večna, povezana z zgodbami iz Stare zaveze. Leta 1857 je sliko razstavil na Salonu, ne navdušeni, celo sovražni javnosti.
(Predhodne različice vključujejo navpično kompozicijo, naslikano leta 1854, jedkanico 1855–56, ki je neposredna predhodnica vodoravne oblike slike, ki je zdaj v Musée d'Orsay.)
Topla zlata svetloba kaže na nekaj svetega in večnega v tem dnevnem prizorišču, kjer poteka boj za preživetje. V letih pripravljalnih študij je Millet razmišljal, kako najbolje prenesti občutek ponovitve in utrujenosti v vsakdanjem življenju kmetov. Črte, ki so bile na hrbtu vsake ženske, vodijo k tlom in se nato ponovijo v ponavljajočem se gibanju, enako njihovemu neomejenemu, prelomnemu delu. Na obzorju zahajajoče sonce obliva kmetijo s svojimi bogatimi kupi žita v nasprotju z velikimi senčnimi figurami v ospredju. Temne doma stkane obleke paberkovalk so rezale robustne oblike nasproti zlatemu polju, ki dajejo vsaki ženski plemenito, monumentalno moč.

### Angel Gospodov
Sliko je naročil Thomas Gold Appleton, ameriški zbiratelj umetnosti s sedežem v Bostonu v Massachusettsu. Appleton se je prej učil pri Milletovem prijatelju, barbizonskem slikarju Constantu Troyonu. Dokončana je bila poleti 1857. Millet je dodal zvitek in spremenil začetni naslov dela Molitev za pridelek krompirja v Angel Gospodov, ko je kupec leta 1859 ni uspel prevzeti. Prvič je bila prikazana javnosti leta 1865, je slika večkrat spremenila lastnike in le zmerno povečala vrednost, saj so nekateri menili, da so umetnikove politične simpatije sumljive. Desetletje po Milletovi smrti je sledila borba med ZDA in Francijo, ki se je nekaj let pozneje končala s ceno 800.000 zlatih frankov.
Nesorazmerje med navidezno vrednostjo slike in slabim stanjem Milletove družine, ki se je komaj prežvljala, je bil glavni zagon pri iznajdbi droit de suit (pravica do preferenc), ki naj bi se oddolžila umetnikom ali njihovim dedičem, ko so dela prodana. To načelo je bilo že vključeno v Bernsko konvencijo o varstvu literarnih in umetniških del iz leta 1886 (člen 14).

### Poznejša leta
Kljub mešanim pregledom slik, ki jih je razstavljal na Salonu, je Milletov ugled in uspeh naraščal v 1860-ih. V začetku desetletja je sklenil, da bo naslednja tri leta naslikal 25 del v zameno za mesečno štipendijo.  Leta 1865 je še en pokrovitelj, Emile Gavet, začel naročati pastele za zbirko, ki bo na koncu vsebovala 90 del. Leta 1867 je na razstavi Exposition Universelle potekala velika razstava njegovih del. Med razstavljenimi slikami so bile: Paberkovalke, Angel Gospodov in Pobiralci krompirja. Naslednje leto je Frédéric Hartmann naročil Štirje letni časi za 25.000 frankov, Millet pa je bil imenovan za Chevalier de la Légion d'Honneur.
Leta 1870 je bil Millet izvoljen v žirijo Salona. Kasneje istega leta je z družino pobegnil pred francosko-prusko vojno, se preselil v Cherbourg in Gréville, v Barbizon pa se je vrnil šele pozno leta 1871. Njegova zadnja leta so bila zaznamovana s finančnim uspehom in večjim uradnim priznanjem, vendar ni mogel izpolniti vladnega naročila zaradi slabega zdravstvenega stanja. 3. januarja 1875 se je na verskem obredu poročil s Katarino. Millet je umrl 20. januarja 1875.

## Zapuščina
Millet je bil pomemben vir navdiha za Vincenta van Gogha, zlasti v njegovem zgodnjem obdobju. Millet in njegovo delo se v Vincentovih pismih bratu Theu večkrat omenjajo. Milletove pozne krajine so služile kot vplivne za slike Clauda Moneta ob obali Normandije; njegova strukturna in simbolna vsebina je vplivala tudi na Georgesa Seurata. 
Millet je glavni protagonist predstave Marka Twaina Is He Dead? (1898), v katerem je upodobljen kot močan mladi umetnik, ki svojo smrt ponaša s slavo in bogastvom. Večina podrobnosti o Milletu v predstavi je izmišljenih.
Milletova slika L'homme à la houe je navdihnila znamenito pesem Človek z motiko (The Man With the Hoe) (1898) Edwina Markhama. Njegove pesmi so bile navdih tudi za zbirko ameriškega pesnika Davida Middletona The Habitual Peacefulness of Gruchy: Poems After Pictures Jean-Françoisa Millet (2005). 
Angel Gospodov se je pogosto reproducirala v 19. in 20. stoletju. Salvador Dalí je bil očaran nad tem delom in je o njem napisal analizo, Tragični mit o Milletovem Angelu. Namesto da bi ga videl kot delo duhovnega miru, je Dalí verjel, da nosi sporočila o potlačeni seksualni agresiji. Dalí je bil tudi mnenja, da dve figuri molita nad svojim pokopanim otrokom. Dalí je bil tako vztrajen pri tem dejstvu, da je sčasoma na platnu naredil rentgen, kar je potrdilo njegove sume: slika vsebuje naslikano geometrijsko obliko, ki je presenetljivo podobna krsti.  Vendar ni jasno ali se je Millet premislil o pomenu slike ali celo, če je oblika pravzaprav krsta.

## Galerija
- Slike Jean-Françoisa Milleta
- Portret Louis-Alexandra Marollesa, 1841, Princeton University Art Museum
- Na delo, 1851–53
- pastirica sedi na sklai, 1856
- Prinos teleta rojenega na njivi domov, ca. 1860, Princeton University Art Museum
- Pastir skrbi za svojo čredo, zgodnja 1860-ta
- Pobiralci krompirja, 1861
- Gosje dekle, 1863
- Obala Grévillea, nedatirano, National Museum, Stockholm
- Senene kopice:jesen, ca. 1874, olje na platno, Metropolitan Museum of Art